# 翁日
翁日（法語：Vonges，法語發音：[vɔ̃ʒ]）是法国科多尔省的一个市镇，属于第戎区。

## 地理
翁日（47°17'32"N, 5°23'58"E）面积4.56 平方千米，位于法国勃艮第-弗朗什-孔泰大區科多尔省，该省份为法国中东部省份，北起奥布省，西接涅夫勒省和约讷省，南至索恩-卢瓦尔省，东南接汝拉省，东临上索恩省，东北部与上马恩省接壤。
与翁日接壤的市镇（或旧市镇、城区）包括：索恩河畔拉马什、索恩河畔蓬塔耶。

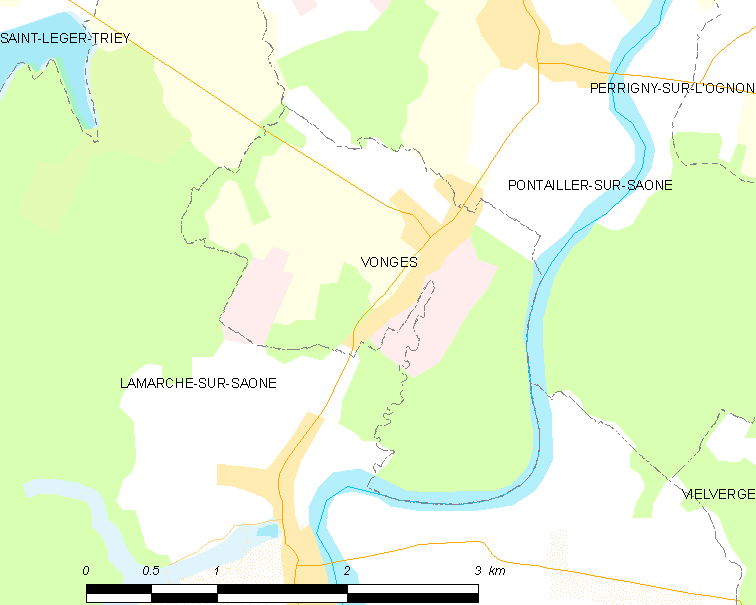
翁日的OSM定位图

翁日的时区为UTC+01:00、UTC+02:00（夏令时）。

## 行政
翁日的邮政编码为21270，INSEE市镇编码为21713。

## 政治
翁日所属的省级选区为欧克索讷县。

## 人口

1962-2008年间翁日人口变化图示

翁日于2022年1月1日时的人口数量为360人。